# Eberdingen
Eberdingen è un comune tedesco di 6 903 abitanti, situato nel land del Baden-Württemberg.